# Vittorio Mussolini
Vittorio Mussolini, född 1916, död 1997, var en italiensk manusförfattare och filmproducent, son till Benito Mussolini, Italiens diktator 1922-1943. 
Han var det andra barnet och första sonen till Benito Mussolini och Rachele Guidi. Vittorio Mussolini, även känd under sin konstnärliga pseudonym, ett anagram av hans namn och efternamn, Tito Silvio Mursino, var manusförfattare och filmproducent.